# Sceau-cylindre
Pour les articles homonymes, voir Cylindre (homonymie).

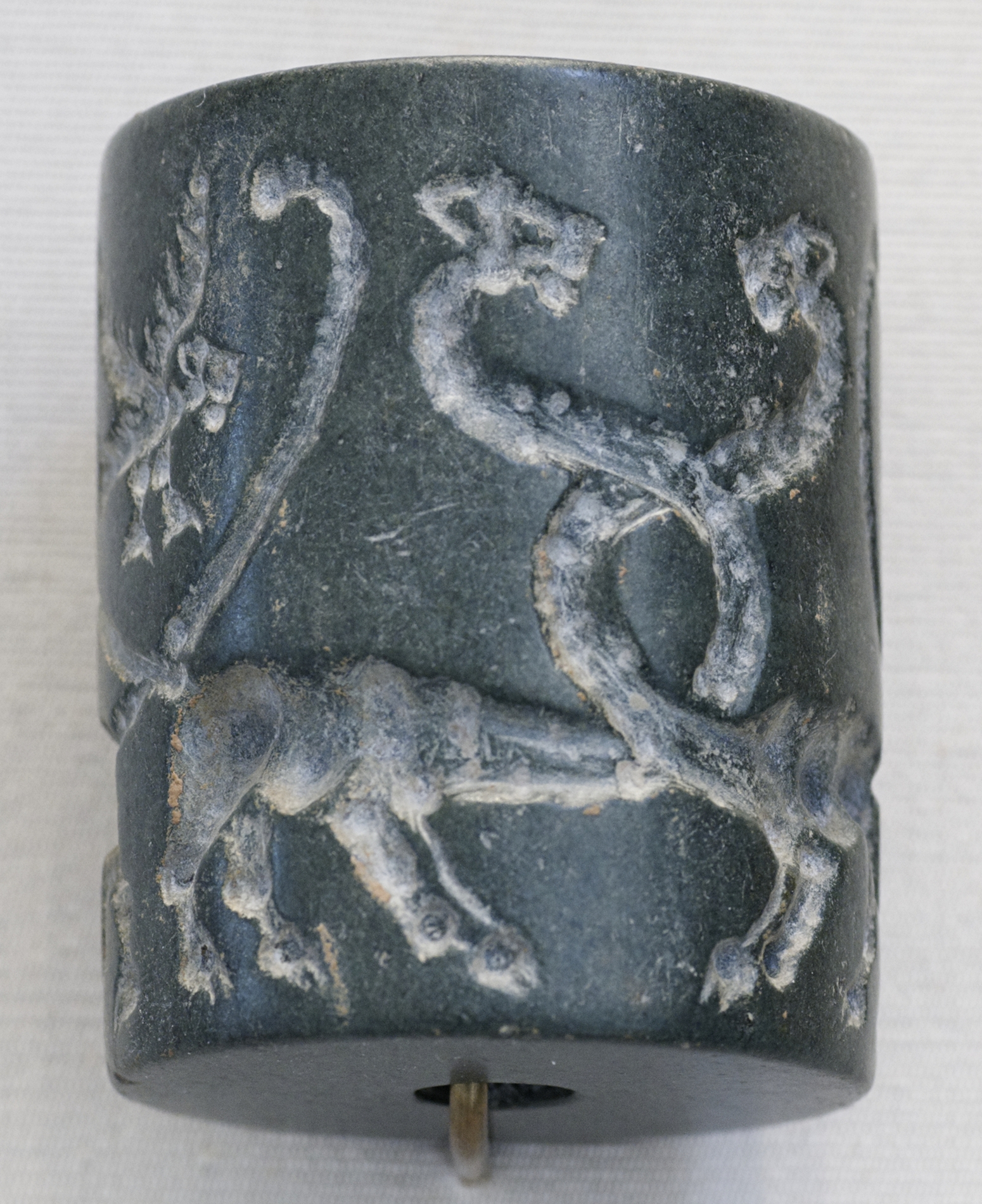
Sceau-cylindre de la période d'Uruk, représentant une « ronde » d'animaux mythologiques.

Dans le Proche-Orient ancien, un sceau-cylindre est un cylindre orné de motifs représentant des dieux ou des symboles du pouvoir. Il sert la plupart du temps à imprimer ces motifs sur de l'argile, mais a pu aussi avoir revêtu une fonction magique. Il apparaît à partir de la période d'Uruk (4100–3300 av. J.-C.).

## Aspect
Un sceau-cylindre est un petit cylindre sur lequel sont gravés des motifs, avec dans bien des cas aux périodes historiques un texte court identifiant son possesseur (tel que « X, fils de Y, serviteur de tel dieu »). Il est fait pour être déroulé sur une tablette ou une bulle d'argile et chaque sceau est porteur d'un motif unique correspondant à son propriétaire. De ce fait, la surface imprimable reproduit une frise, extensible à l'infini, et est plus grande que celle d'un sceau normal. Cela augmente donc le potentiel narratif et décoratif du sceau qui est en fait un support iconographique riche. 
Le cylindre peut être fait dans un nombre varié de matériaux : des pierres communes comme le marbre, la serpentine, la stéatite, l'hématite, ou bien dans des pierres plus rares et luxueuses comme le lapis-lazuli, la calcédoine, l'agate, la cornaline, voire en métal (or, argent, bronze), en nacre, en faïence et verre.
Pour son transport, le sceau-cylindre était percé dans le sens de la hauteur, de manière à faire passer à l'intérieur une cordelette, permettant de porter l'objet autour de son cou, comme un bijou.

## Origine et diffusion
Le sceau-cylindre apparaît pour la première fois en Mésopotamie et dans les villes proches à la période d'Uruk moyen, au milieu du IVe millénaire av. J.-C. Le plus ancien exemple d'utilisation a été retrouvé à Sharafabad, dans l'Iran du sud-ouest, mais c'est à Uruk et à Suse qu'ont été retrouvés les plus anciens exemplaires. D'abord utilisé pour le scellement de portes ou de jarres, ou de bulles d'argile, il a été créé afin de permettre aux villes d'authentifier des contrats. Il n'est utilisé de manière massive sur les tablettes d'argile qu'à partir de la troisième dynastie d'Ur (XXIe siècle av. J.-C.). Le sceau-cylindre se répand dans tout l'espace de diffusion de l'écriture cunéiforme, et même au-delà : Mésopotamie, Élam, mondes hittite et hourrite, Urartu, Syrie, Levant, Égypte, Iran et jusqu'en Asie centrale. Son utilisation perdure jusqu'à la disparition de l'écriture cunéiforme et de son support, la tablette d'argile, au tout début de notre ère. Il est cependant en net recul à partir de l'époque néo-assyrienne (911-609), et tend à se raréfier durant la seconde moitié du Ier millénaire av. J.-C. L'objet servant alors à sceller est le plus souvent le cachet.

## Usages et fonctions
Le sceau-cylindre est avant tout un sceau personnel ; il a donc pour fonction d'identifier son possesseur. On peut cependant en changer au cours de son existence, notamment quand on évolue professionnellement. Et il arrive aussi que l'on utilise les sceaux des ancêtres, qui servent pour représenter la famille, comme c'est le cas dans certaines familles royales utilisant les sceaux des ancêtres dynastiques.
Au départ, le sceau-cylindre semble surtout avoir une fonction administrative. Il sert à sceller des jarres, dont l'ouverture est couverte par de l'argile sur lequel on applique le sceau, et des portes, fermées à l'aide d'une corde attachée au mur et enroulée autour de la poignée, qui est recouverte d'une couche d'argile sur laquelle on déroule le sceau-cylindre. On se sert aussi de cet objet pour sceller des bulles d'argile contenant des jetons décrivant les marchandises échangées au cours de transactions commerciales. Le sceau-cylindre n'est utilisé pour authentifier les tablettes de documents officiels, juridique, commerciaux, etc. qu'à partir de la Troisième dynastie d'Ur. Il a alors la même fonction qu'une signature pour notre époque : authentifier un document administratif, montrer l'engagement du contractant, ou la présence d'un témoin, etc.
Le sceau-cylindre a aussi un aspect magique, et peut fonctionner comme une amulette, ce qui explique que son iconographie représente souvent des divinités ou des génies protecteurs. C'est pourquoi, certaines pierres étaient choisies pour leur apparence ou leur pouvoir supposé.

## Imagerie
Le sceau-cylindre a une fonction esthétique et narrative. Les thèmes qu'il porte sont représentatifs du mode de pensée de ses porteurs, avant tout de leur religion. Ils évoluent donc selon le lieu et la période :

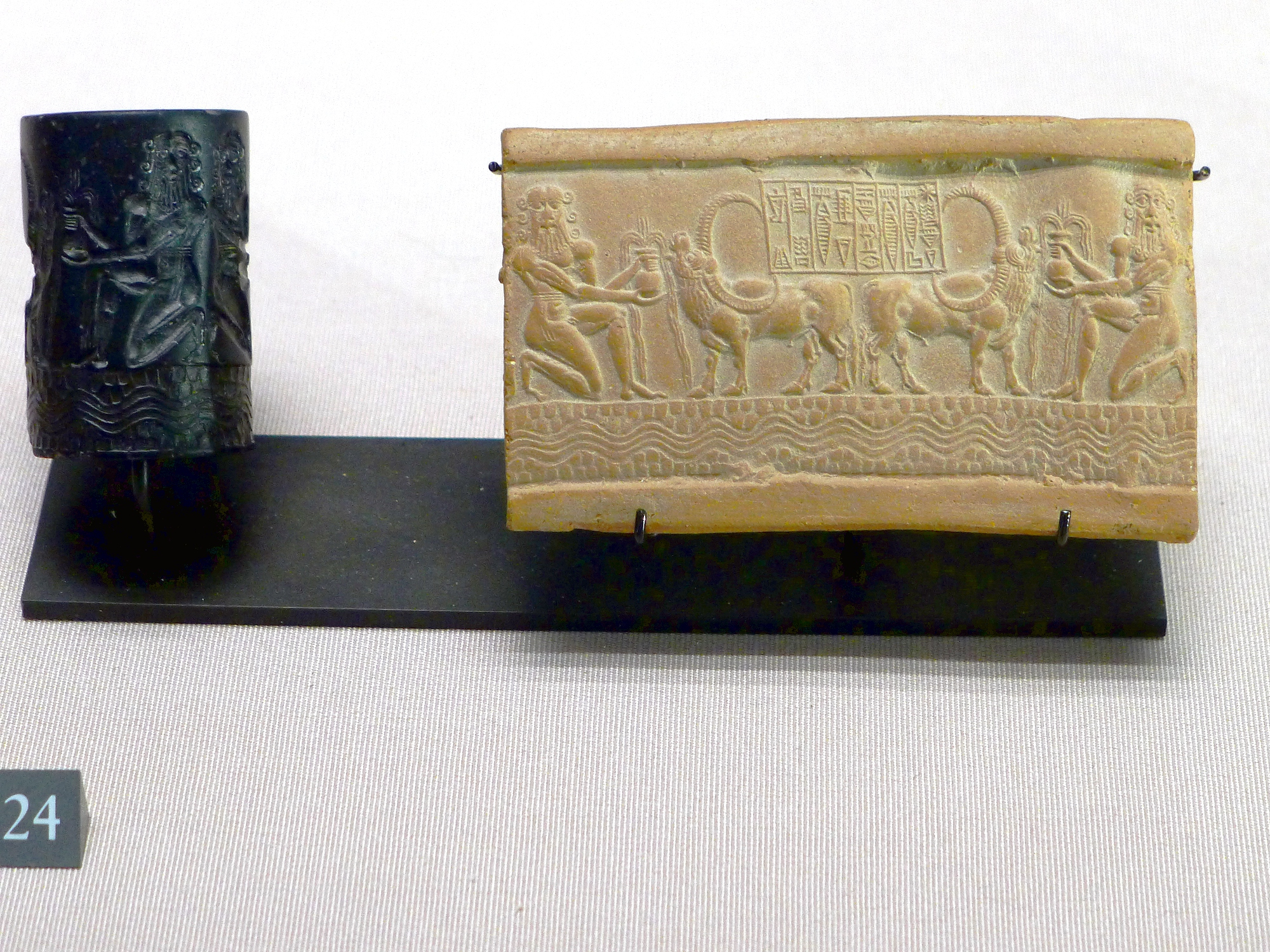
Sceau-cylindre représentant des héros acolytes d'Ea abreuvant des buffles - Musée du Louvre (AO22303).

- les sceaux-cylindres de la période d'Uruk ont la particularité de représenter, à côté de thèmes religieux, des sujets de société, d'économie, des scènes de la vie quotidienne, ce qui ne se reproduit plus par la suite ;
- durant les Dynasties archaïques (c. 2900-2340), on a surtout des thèmes religieux : scènes mythologiques, combats divins et héroïques, scènes liturgiques ; à la fin de la période, on commence à représenter de manière évidente des divinités ;
- sous l'Akkad (c. 2340-2200), on trouve surtout des sujets mythologiques ;
- sous la Troisième dynastie d'Ur (2112-2004), on représente en plus la figure royale (les rois étant alors souvent divinisés), et se répand la scène « de présentation » d'un personnage humain en posture de prière, introduit par une divinité protectrice devant une divinité ou un souverain ;
- l'iconographie paléo-babylonienne (2004-1595) porte surtout sur des divinités (beaucoup de scènes de présentation) et des génies protecteurs, alors qu'à la période suivante (c. 1595-1100), on trouve de nombreux motifs naturalistes ;

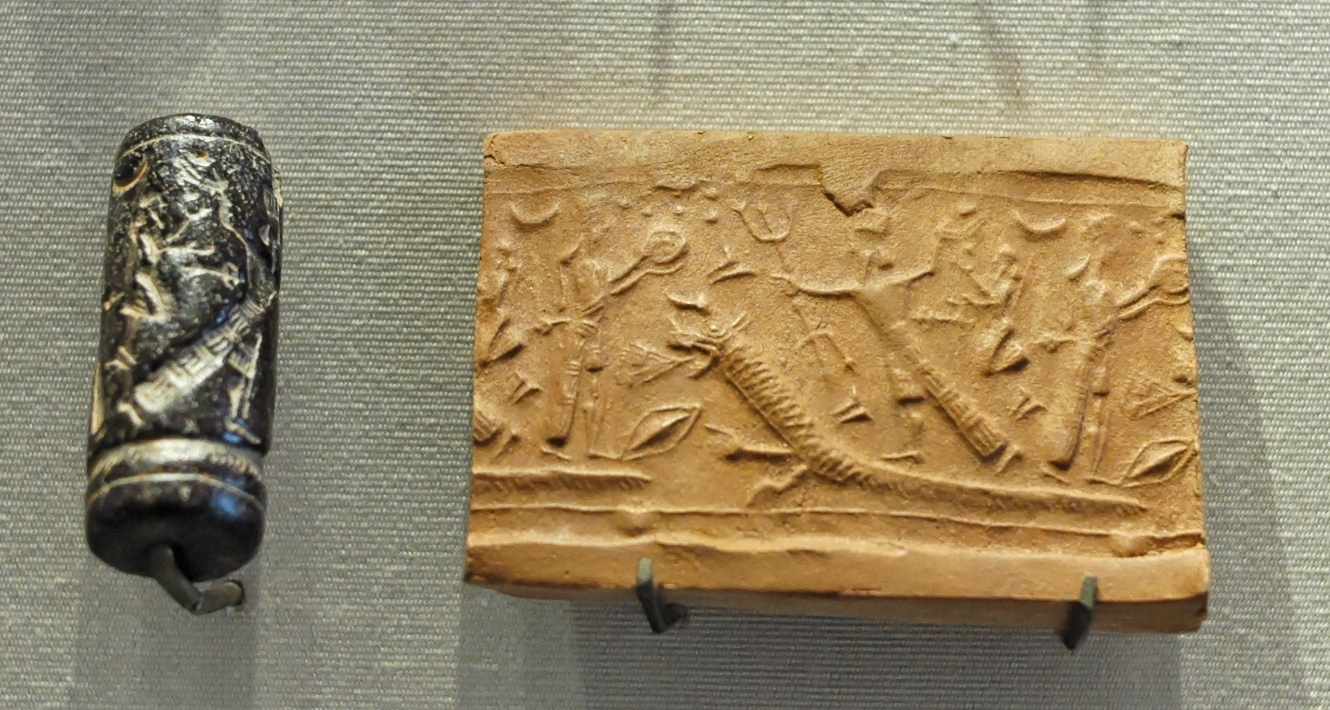
Sceau-cylindre néo-assyrien représentant le dieu Assur combattant un monstre.

- à l'époque néo-assyrienne (911-609), les sujets de prédilection sont les représentations de divinités, de combats mythologiques, ou de souverains ;
- à la période achéménide (c. 550-323), il sert aussi à glorifier la figure royale.

Les thématiques sont donc avant tout religieuses et politiques. Les motifs les plus répandus, toutes périodes confondues, sont : 
- les scènes rituelles (banquets, libations, dévotions), mettant parfois en scène un souverain face à une divinité ;
- les scènes de combat, avant tout entre des héros et des animaux réels ou fantastiques ; ce peut être un héros mythologique, comme Lahmu, ou bien un roi (notamment dans des scènes de chasse, nombreuses à la période achéménide) ;

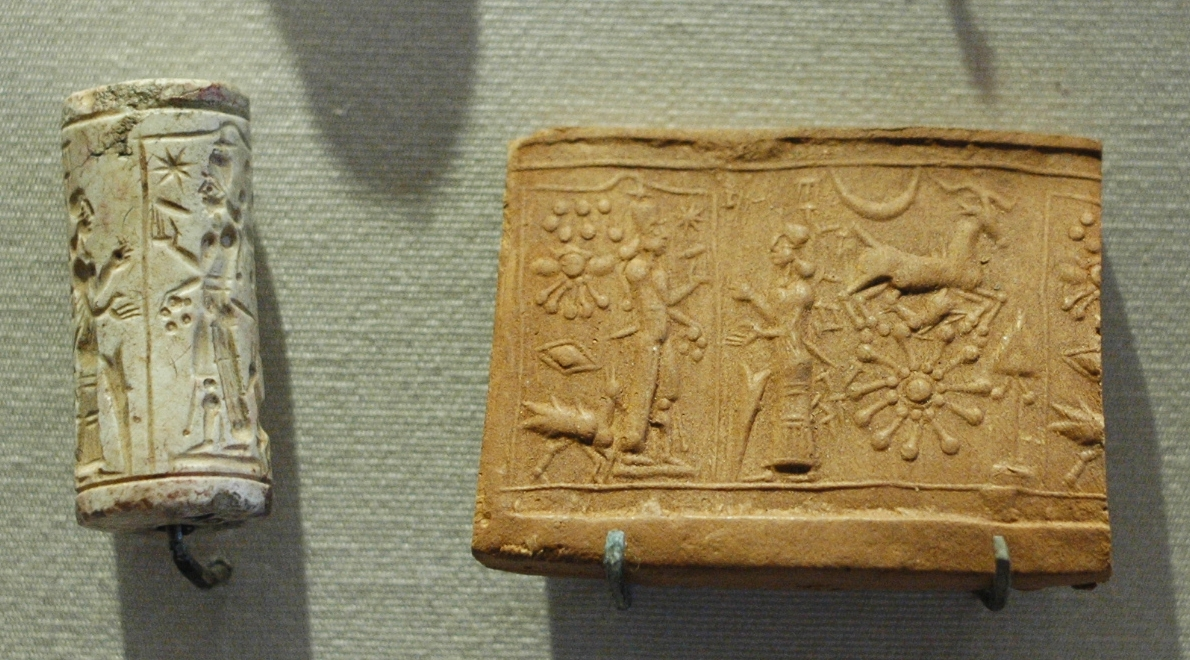
Sceau-cylindre représentant le culte rendu au dieu Shamash

- les scènes représentant des divinités, dans des contextes rituels (scènes d'offrandes représentant l'homme en train de rendre hommage à la divinité, de présentation), des représentations de scènes mythologiques, etc.
- les scènes représentant des rois, souvent dans des contextes rituels et combattants vus précédemment, et également parfois des scènes de culte rendu au roi, s'il est divinisé (de son vivant ou pas), ou bien de culte rendu aux ancêtres royaux ;

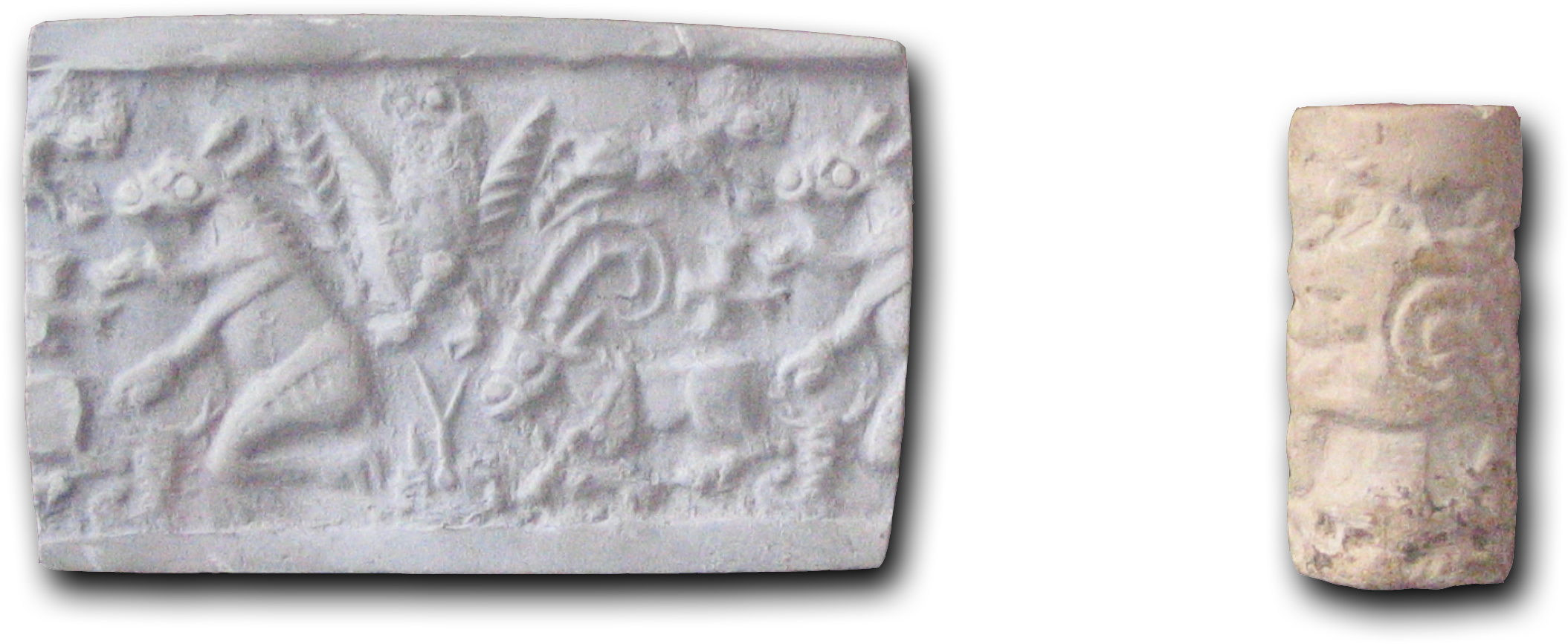
Sceau-cylindre proto-élamite représentant des animaux

- les animaux sont souvent représentés sur des sceaux-cylindres, qu'ils soient réels ou imaginaires ; ils sont très courants à la période d'Uruk, notamment dans des contextes profanes, et également à la période proto-élamite, où on représente des animaux ayant des activités humaines ; pour les autres périodes, ce sont avant tout des scènes de combats entre héros et animaux qui offrent des représentations de ces derniers.